# Anton Nuck

Anton Nuck

Anton Nuck (auch: Antonius Nuck und Anthony Nuck; * 1650 in Harderwijk; † 5. August 1692 in Leiden) war ein niederländischer Arzt, Anatom, Physiologe und Chirurg.

## Leben
Nuck hatte sich am 9. September 1669 an der Universität Harderwijk als Student der Philosophie immatrikuliert und wahrscheinlich dort seine Studien bei Nicolaus Hoboken (1632–1678) bis 1672 absolviert. Danach wechselte er am 11. November 1673 als Student der Medizin an die Universität Leiden, wo Charles Drelincourt der Jüngere (1633–1697) und Lucas Schacht (1634–1689) seine Lehrer waren. Nuck wurde am 2. Februar 1677 mit der Dissertation De Diabete zum Doktor der Medizin promoviert.
Danach zog er nach Delft, eröffnete dort eine Praxis und wurde nach dem Tod seines Freundes Johan Stalpart van der Weil (1639–1683), Professor der Anatomie am Theatrum anatomicum in Den Haag. Am 16. August 1687 wurde er als Nachfolger von Drelincourt zum Professor der Medizin und Anatomie an die Universität Leiden berufen, welches Amt er am 14. Oktober desselben Jahres antrat. Nuck der auch zum Präsidenten des ärztlichen Kollegiums Chirurgicum in Leiden gewählt worden war, hatte unterschiedliche Operationsmethoden und medizinische Instrumente weiterentwickelt.

## Wirken
Nuck, der vor allem auf dem Gebiet der Anatomie und Physiologie einen Namen machte, gilt als Pionier der Injektion von Substanzen in die Speicheldrüsen. Er hatte nicht nur über ihre Produkte Studien angestellt, sondern auch über ihre Blutgefäße, und er führte das neue Wort „Sialographie“ für die Darstellung seiner Ergebnisse ein. Diese Technik wurde ähnlich wie die Injektionstechnik Frederik Ruysch auch für die Blutgefäße verwendet. Bald nach seinem Tod erschien seine Operationes et experimenta chirurgica, mit Anmerkungen von Heinrich Blasius. Darin beschreibt er den richtigen Gebrauch des Haarseils, der Brennmittel, der Fontanelle, der Blasenpflaster und der Trepanation, die er selbst an den Schlafbeinen nicht zu machen, auch selbst die Hirnhaut nicht zu öffnen scheut. Den grauen Star, dessen Sitz nach ihm nicht die Kristalllinse, sondern eine Haut ist, drückt er mit stumpfen Nadeln nieder, um so die Linse zu schonen. Mit einem feinen Trokar öffnet er in der Mitte der Hornhaut das Auge bei der gemischten Wassersucht (Hydrops bulbi), sobald das Wasser abgelaufen ist, legt er eine dünne Bleiplatte über.
Er trennt das Ankyloblepharon und legt zwischen Augenlid und Augapfel ein mit Rotwein benetztes Pergamentplättchen. Zudem war er der Meinung, dass die geeignetsten künstlichen Augen die aus Glas seien und sich jene aus Metall, die mit Emaille überzogen waren, weniger eigneten. Bei Nasenpolypen benutzte er das Kalkwasser mit einigem Erfolg. Zudem war er der Ansicht, dass Verschließungen des Gehörganges, sobald sie oberflächlich sind, geöffnet werden können. Er gibt auch ein spiralförmig gewundenes, auf einem Stil sitzendes, wie ein Horn gestaltetes Hörrohr (tuba sonirifera) an. Die Walrosszähne empfiehlt er anstatt des Elfenbeines zur Darstellung künstlicher Gebisse. Bei Zahnschmerzen brennt er den Antitragus mit einem eigenen in einer Röhre befindlichen Brenneisen. Bei der Extraktion der Schneidezähne bedient er sich des Geißfußes, bei der der Hundszähne der gewöhnlichen Zahnzange, der vorderen Backenzähne des geraden für die hinteren des krummen Pelikans, bei der der Stift aber des Rabenschnabels. Gefährlich sei das Ausziehen der Hundszähne bei Schwangeren, weil hierdurch die Augen des Kindes leiden müssten. Nuck bewies gegen B. Martin, der das Abfeilen der Zähne verwarf (Diss. sur les denis. Paris 1679), dass dasselbe ohne Nachteil bei hervorstehenden Zahnspitzen und kariösen Flecken der Zähne geschehen könne.
Das verlängerte Zäpfchen operiert er mit den Instrumenten des Hildan und Thorbern, wenn es nur erschlafft, so appliziert er durch ein Röhrchen Pfeffer, Alaun und selbst Scheidewasser. Das Zungenbändchen sei bloß dann zu lösen, wenn die Zunge sich nicht bis über die Zähne erstrecken kann. Er verbietet aber das Zerreißen mittelst des Fingernagels. Sehr richtig gibt er die Indikationen zur Aderlass (Arteriotomie) und Bronchotomie an und beschreibt die Operation des Brustkrebses (ganz wie Scullet). Die Parazentese der Brust bei Hydrothorax verrichtet er mit einem schwachen Trokar; beim Empyem macht er einen Einschnitt zwischen der vierten und fünften Rippe. In der Bauchwassersucht empfiehlt er die Eröffnung in der Nähe des Nabels, nach der Richtung der Fasern des geraden Bauchmuskels zu machen, oder auch im Nabel selbst, wenn dieser geschwollen. Er benutzte hierzu auch den Bar betteschen spitzen Katheter, wo er nach dem Einstich bald eine kurze stumpfe Röhre einlegte, um so das Wasser langsam zu entleeren. Man möge die Punktion nicht immer als das letzte Mittel betrachten, sondern sie bei Zeiten in Anwendung bringen. Die blutenden Gefäße bei der Amputation unterband er nicht, sondern drückte den Riesenbovist (Lycoperdon Bovista) darauf.
Er war ein Freund und Verteidiger der Transfusion. Er erfand auch ein eignes Kompressorium für den Penis bei Harninkontinenz (Incontinentia urinae), was auch beim Bettharnen der Jungen anwendbar sein sollte und welches Heister veränderte. Nach ihm wurden das Nuck-Divertikel (Diverticulum Nuckii), der Nuck-Kanal und die Nuck-Zyste benannt, die er selbst entdeckte und die seinen Namen in auf dem Gebiet der Medizin unsterblich machten.

## Schriften
- De ductu salivali novo, saliva, ductibus oculorum aquosis, et humore oculi aqueo. Leiden 1685, 1686.
- Sialographia et ductum aquosorum anatome nova. Leiden 1690, 1695, 1723.
- Defensio ductuum aquosorum nec non fons salivalis novus, hactenus, non descriptis. Leiden 1691, 1695.
- Adenographia curiosa et uteri foeminei anatome nova. Lugduni Batavorum, apud Jordanum Luchtmans. Leiden 1691, 1692, 1696, 1722.[2]
- Opera omnia anatomica, et chirurgica.
- Operationes et experimenta chirurgica. Leiden 1692 (books.google.de), 1696, 1714, 1733, 1740; Jena, 1698, Lübeck and Wismar, 1709; als Der erläuterte Nuck, Halle 1728.
- Sialographia, et ductum aquosorum anatome nova. Leiden 1722.